# Comuna Napadivka, Kalînivka
Napadivka (în ucraineană Нападівка) este o comună în raionul Kalînivka, regiunea Vinnița, Ucraina, formată din satele Monciînți și Napadivka (reședința).

## Demografie
Componența lingvistică a satului Napadivka
     Ucraineană (98,4%)
     Rusă (1,46%)
     Alte limbi (0,15%)
Conform recensământului din 2001, majoritatea populației satului Napadivka era vorbitoare de ucraineană (98,4%), existând în minoritate și vorbitori de rusă (1,46%).